# Graben 048.3
Der Graben 048.3 ist ein Meliorationsgraben und rechter Zufluss des Hammerfließes auf der Gemarkung der Gemeinde Nuthe-Urstromtal im Landkreis Teltow-Fläming in Brandenburg. Der Graben entwässert einen Teil der Flemmingwiesen und beginnt rund drei Kilometer nordöstlich von Stülpe, einem Ortsteil der Gemeinde Nuthe-Urstromtal und dort nördlich des Biebergrabens, der von Osten kommend in westlicher Richtung verläuft. Der Graben liegt damit in der rund zehn Kilometer langen aber nur rund 100 m breiten Strichdüne Lange Horstberge. Er verläuft auf rund 1,3 km in nördlicher Richtung und nimmt dabei aus zwei Seitengräben weiteres Wasser aus den Flemmingwiesen auf. Anschließend entwässert er rund einen Kilometer östlich von Hammer, einem Wohnplatz des Nuthe-Urstromtaler Ortsteils Schönefeld in das Hammerfließ.